# Proteïnes PAT
Les proteïnes PAT o família de perilipines són proteïnes transmembrana que estan caracteritzades per un domini PAT, una regió d'aminoàcids proper a la regió N-terminal. La conformen diverses proteïnes, però les més importants són: perilipina, ADRP, TIP47, S3-12 i OXPAT, codificades pels gens PLIN1, PLIN2, PLIN3, PLIN4 i PLIN5 respectivament. El nom de la família ve donada per les inicials de les 3 primeres proteïnes, que són les més importants i les que es varen descobrir primer. El domini PAT d'aquestes proteïnes permet les unions intracel·lulars amb els lipid droplets (LD), per això estan associades a les LD i tenen funcions importants en el metabolisme lipídic: regulació de la maduració i creixement de les LD, emmagatzematge lipídic, lipòlisi i oxidació de lípids.

## Història
El nom de la família de proteïnes PAT prové del descobriment succeciu de tres proteïnes amb funcions i estructures similars: la perilipina, l'ADRP i la TIP-47. A finals de la dècada del 1980, es va descobrir l'existència de la perilipina, una proteïna que intervenia en la regulació d'emmagatzematge de lípids i que està associada a les LD. Posteriorment, es va descobrir l'existència d'una proteïna amb funcions i estructura homòlogues a les de la perilipina: l'ADRP.
Seguidament, es va detectar l'existència d'una nova proteïna involucrada en el tràfic del receptor de manosa-6-fosfat, la qual també es troba a les LD i té una seqüència molt similar a la de l'ADRP. Finalment, degut a les seves similituds tant en estructura com en funció es va decidir agrupar-les en una família.
Actualment s’han descobert més tipus de proteïnes amb característiques homòlogues (OXPAT, S3-12, LSD-1, LSD-2, MPL1...), les quals també s’han inclòs dins aquesta categoria.

## Biosíntesi

### Síntesi de proteïnes
Com tota proteïna, la familia PAT és codificat per uns gens específics en l'ADN, que un cop feta la seva translació a ARNm, aquests ultims sortirán del nucli en direcció al citosol, on els ribosomes lliures i l'ARNt farán la traducció, donant lloc a les proteïnes que codifiquen aquests gens.
Un dels processos més importants és la translació de l'ADN en pre-mARN. És a dir, es fa una cópia idéntica de l'ADN en ARN (el pre-mARN), i a partir de la qual es formará l'ARNm amb la selecció del exons (seqüències de nucleotids que codifiquen aminoàcids) corresponents, un procés anomenat “splicing”. A finals dels anys noranta, es pensava que un gen només codificava per a una sola proteína. Tenint en compte que un humà presenta al voltant de 100.000 proteïnes diferents, s’esperava que hi haguessin el mateix nombre de gens. No obstant, el projecte del genoma humà va confirmar que el genoma només comprenia prop de 25.000 gens, el qual no es podia explicar amb la idea de “un gen, una proteïna”. Així, investigacions després van descobrir el procés del “alternative splicing”, que ara ja es coneix amb més profunditat, i que permet al pre-mARN formar diferents ARNm mitjançant diferentes combinacions de exons. És interessant apuntar que investigacions més recents han documentat que els introns (aquelles seqüències que no codifiquen aminoácids) també tenen funcions importants.

### La família PAT
Malgrat l’amplitud de la presencia que abarca cada una d’aquestes proteïnes en tot el regne animal, actualment la perilipina és la que es coneix millor, ja que va ser la primera en ser descoberta. Només amb la investigació actual, se sap que la perilipina afecta considerablement l’evolució de malalties metabóliques com la diabetes tipus II. Tanmateix, moltes de les funcions i mecanismes de les proteïnes PAT encara són desconegudes, atès que es tracta d’una proteïna de recent descobriment. Les investigacions actuals recolzen el fet que les proteïnes PAT es troben en el citosol, i que es sintetitzen per una via que no involucra el reticle endoplasmàstic (RE). L’estudi conduït per Diaz i Pfeffer apunta que TIP47 és una proteïna citosólica, i l’estudi fet per Londos et.alubica la perilipina i l’ADRP en el citosol, on són sintetitzats per ribosomes lliures, i que finalment s’incorporarán les LD per una via que no implica el RE.
La localització dels gens varia entre cada membre, excepte PLIN 3,4 i 5, que es troben en el braç curt del cromosoma 19. PLIN 2 es troba en el braç curt del cromosoma 9, mentre que PLIN 1 es troba en el braç llarg del cromosoma 15.
El gen PLIN1 codifica per a tres proteïnes isoformes: la perilipina A, perilipina B i perilipina C, gràcies al mecanisme prèviament esmentat, “alternative splicing”. La codificació de la perilipina és regulada, en primera instància, pel complex proteïc anomenat “Peroxisome proliferator activated receptor” (PPARγ), però una serie d’investigacions recents proposen que el complex anomenat “estrogen related receptor alph” (ERRα) també juga un paper important.
La perilipina és una fosfoproteïna que s’ha identificat en la cobertura de les LD i sobretot en cèl·lules capaces de fer el procés anomenat “steroidogenesis”(procés en el qual el colesterol es transforma en una hormona esteroidal). L’estudi fet per T.Sato et al reforça la seva importància com a marcador per a cèl·lules en diferenciació, detectant la seva presència en les glàndules sebàcies de hàmsters, on s’ha vist que la codificació de la perilipina a augmentava amb la insulina i el 5a-DHT, pero disminuïa en presència de EGF.

## Estructura
Tots els membres de la família de proteïnes PAT tenen unes seqüències d'aminoàcids molt semblants. Per exemple, hi ha una regió al domini PAT d'aproximadament uns 100 aminoàcids, que comparteixen la majoria de les proteïnes d'aquesta família i que pràcticament no canvia entre els membres. Gràcies al domini PAT, es va poder descobrir els membres restants de la familia, per homologia d’aquesta seqüència. Un altre element freqüent, però no present a totes les PAT, és una seqüència de repetició 11-mer, que s'estima que pot ocupar fins al 70% de la cadena peptídica.
Les principals variacions que es poden observar són extensions de diferent longitud a l'extrem C-terminal, així com una extensió d'un residu d'uns 20 aminoàcids a l'extrem N-terminal de la proteïna TIP47. Un estudi va aconseguir diferenciar entre dos dominis específics a la proteïna TIP47; el primer era un soluble monomèric, i el segon formaba agregats en solució, i van ser anomenats "PAT-C" i "PAT-N" , respectivament.

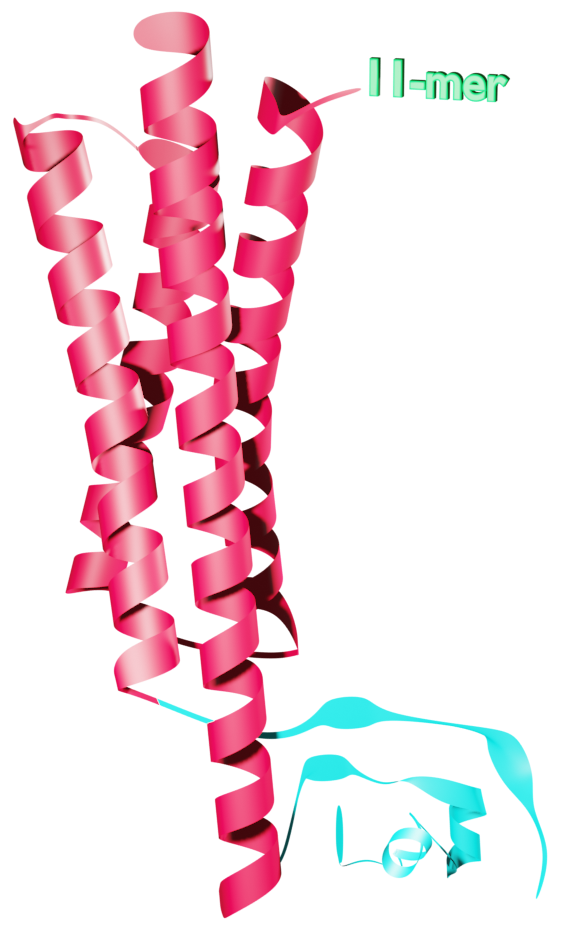
Model 3D de la proteïna TIP47. En vermell està representada la regió de 4 hèlix-α, en blau la regió d'hèlix-α i làmines-ß i en text verd la continuació 11-mer.

## Funció: Regulació del metabolisme lipídic
La funció principal de les proteïnes PAT és la regulació del metabolisme lipídic (conjunt de reaccions de síntesi i degradació de lípids). Són proteïnes que recobreixen la superfície de les LD i regulen el seu creixement, maduració i lipòlisi, a més d'altres processos cel·lulars com l'emmagatzematge lipídic i l'oxidació lipídica. Les proteïnes PAT actuen controlant l'accés de les proteïnes (sobretot les lipases) a les LD i interactuant amb altres parts i mecanismes de la cèl·lula.

### Biogènesi delipid droplets

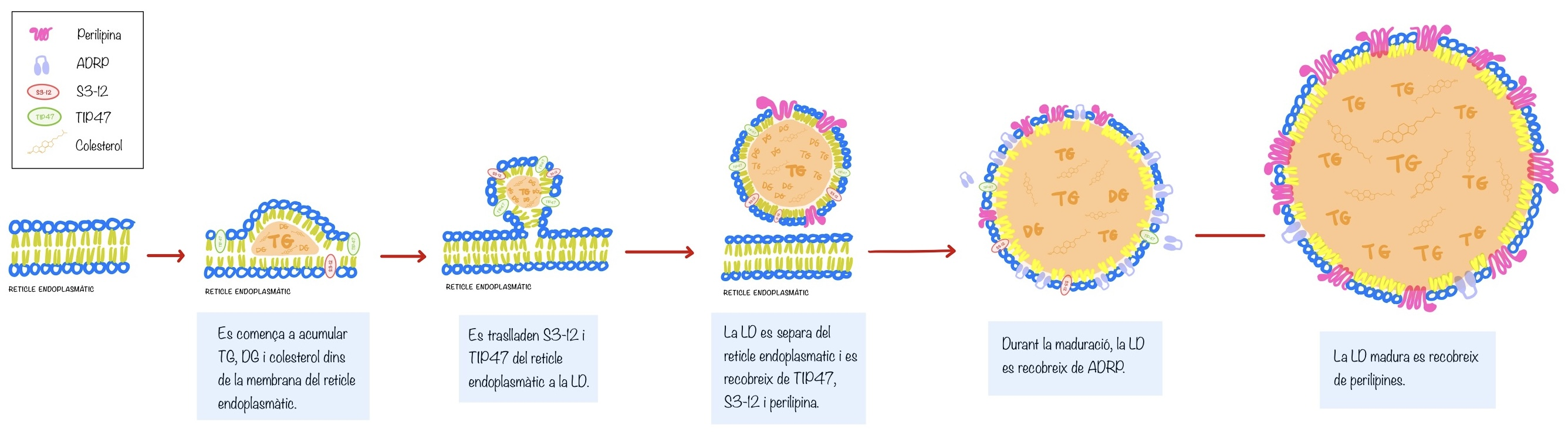
Mecanisme de regulació de la biogènesi i maduració de les LD (lipid droplets) per les proteïnes PAT

La formació de les LD comença al RE amb l'acumulació de triacilglicèrids, diacilglicèrids, colesterol i altres components lipídics dins de la membrana del RE. Algunes proteïnes transmembrana com DGAT2 i acil-CoA sintetasa, encarregades de la acilació dels diacilglicèrids, i proteïnes PAT: TIP47, S3-12, ADRP i perilipina, són traslladades del reticle endoplasmàtic a la monocapa lipídica de les LD.

La incorporació de TIP47 ajuda a reduir la tensió superficial que es crea quan es forma una LD i també facilita la seva gemmació al citoplasma. Això s'aconsegueix perquè TIP47 s'estén per davall de la monocapa lipídica, s'uneix als lípids neutres de l'interior a través de la seva C-terminal, evitant que es fusionin i, per tant, estabilitzant la seva estructura.
S3-12 es troba en els cossos lipídics naixents del teixit adipós blanc i altres teixits especialitzats en l'emmagatzematge de lípids. Estabilitza l'estructura d'aquests orgànuls i es creu que està implicat en l'esterificació dels triacilglicèrids dins seu, ja que facilita la incorporació d'àcids grassos.
Algunes LD estan envoltades també de perilipina. Aquesta es troba recobrint les LD dels adipòcits, cèl·lules esteroides i cèl·lules espumoses. A diferència de la TIP47 i S3-12, que recobreixen els adipòcits perifèrics, que després es mouen cap a la regió perinuclear, la perilipina recobreix les centrals i estabilitza la seva estructura evitant la unió de les lipases.
A mesura que les LD van madurant, les proteïnes PAT que les recobreixen també canvien. Inicialment, hi ha TIP47, S3-12 i perilipina, però a mesura que creixen de mida, s'incorpora ADRP. Aquesta s'uneix quan detecta triacilglicèrids de cadena llarga a través d'interaccions hidrofòbiques de la N-terminal i C-terminal amb dominis de la membrana de les LD. Quan s'uneix, compacta els fosfolípids i bloqueja els llocs d'unió de la TIP47 i la triglicèrid lipasa adiposa (ATGL), així estabilitza l'estructura de l'orgànul i promou l'acumulació de lípids evitant la catàlisi de triacilglicèrids. Quan els cossos lipídics acaben de madurar, es substitueix l'ADRP per perilipina, ja que aquesta pot estimular la lipòlisi quan l'organisme necessita mobilitzar reserves d'energia.

### Lipòlisi

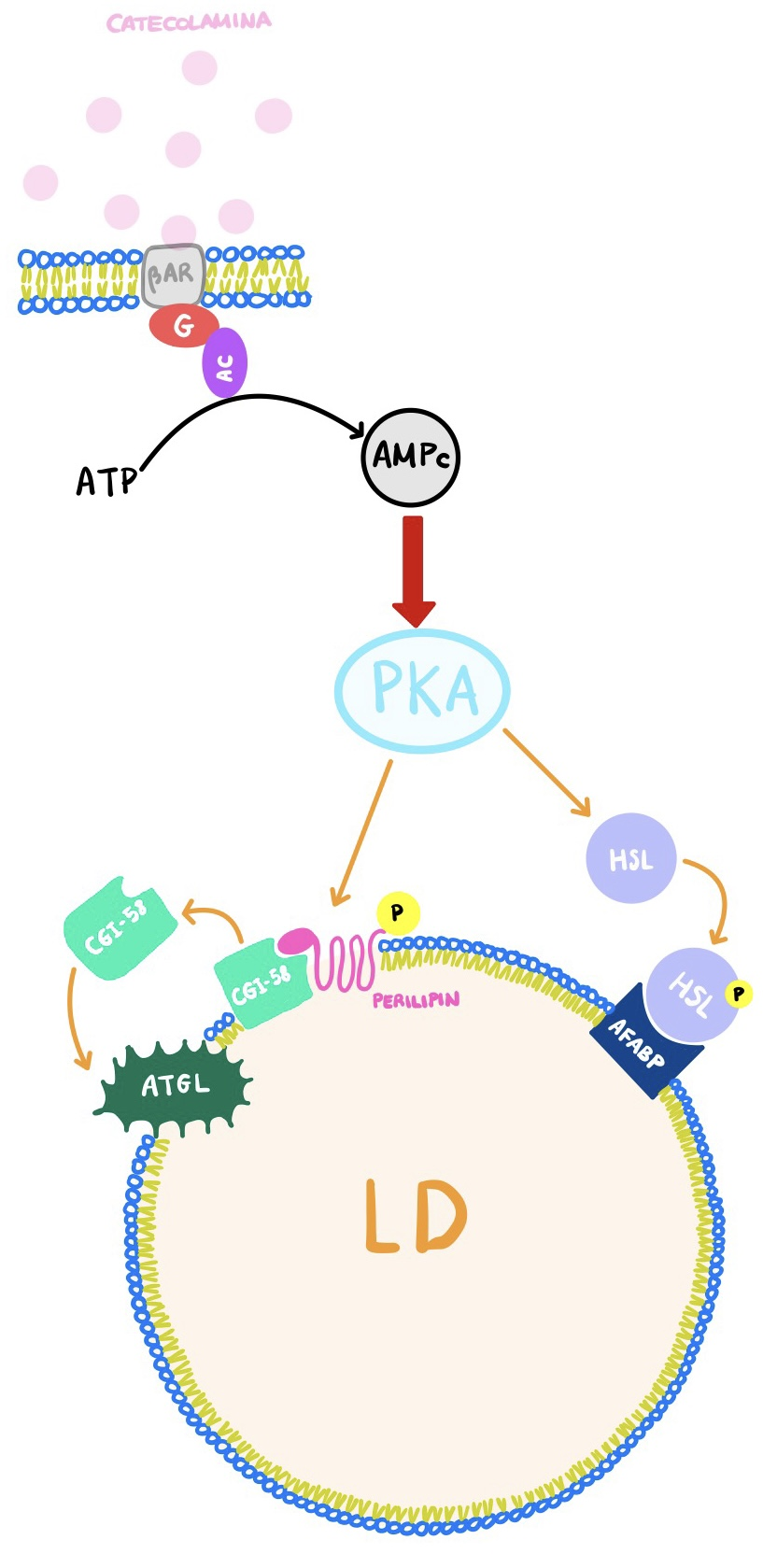
Regulació de la lipòlisi de LD per part de les perilipines

La lipòlisi de les LD està regulada per perilipines. Quan arriba la senyal de catecolamina a la membrana plasmàtica, aquesta s'uneix al receptor β-adrenèrgic (βAR), que activa la proteïna G. La proteïna G activa l'adenil ciclasa (AC) i aquesta provoca una cascada de reaccions que acaben augmentant la concentració de AMPc. Això activa la proteïna quinasa A (PKA) que fosforila la perilipina i la lipasa sensible a hormones (HSL). El HSL passa del citoplasma a la superfície de la membrana i interacciona mab la proteïna fixadora d'àcids grassos (AFABP). Quan fosforila la perilipina, la proteïna CGI-58 es dissocia d'aquesta i de la membrana de les LD. En el citoplasma, aquesta activa l'ATGL, que catalitza els primers passos de la lipòlisi: la reacció transforma els triacilglicèrids a diacilglicèrids. Els següents passos són catalitzats per la HSL, i tenen com objectiu tornar els diacilglicèrids a monoacilglicèrids.

### Oxidació lipídica

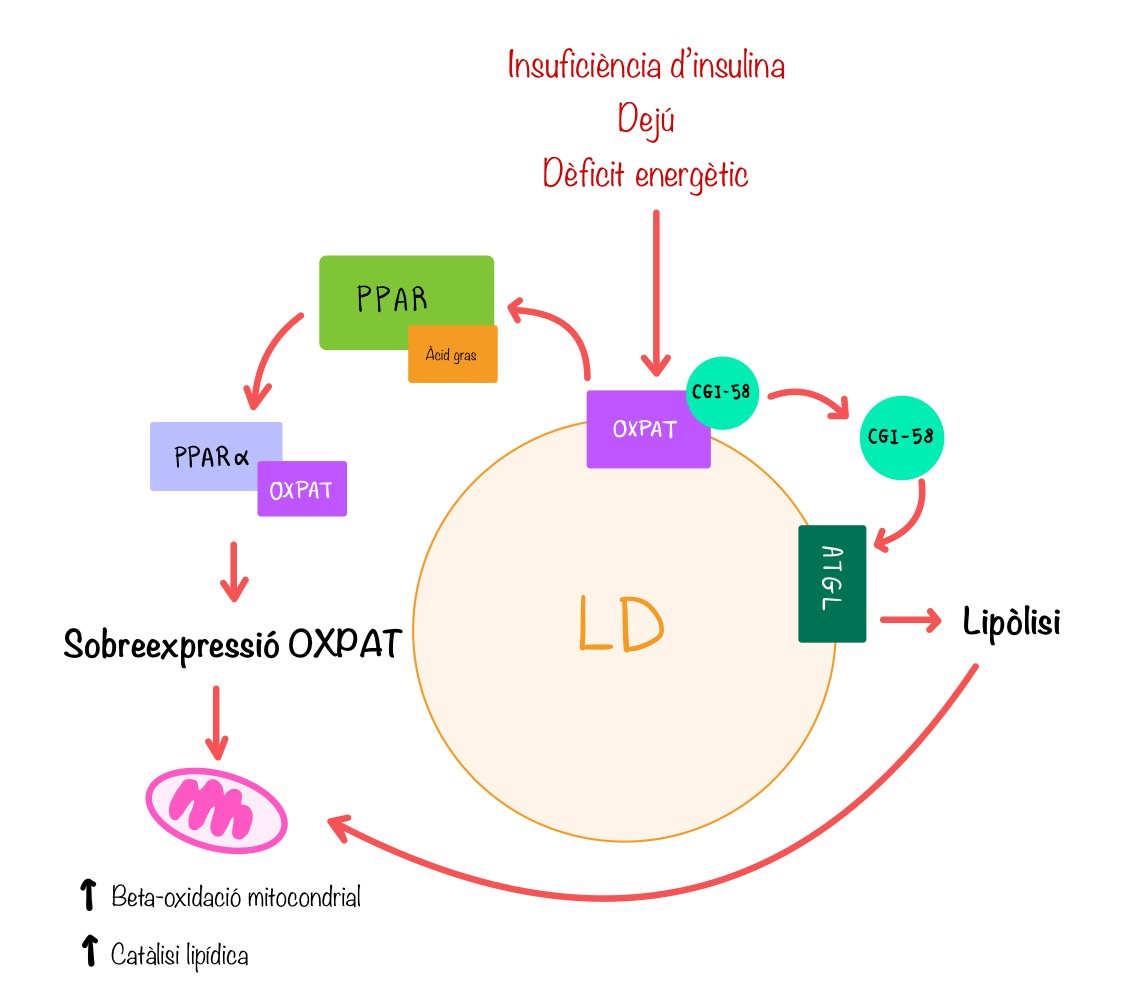
Procés de regulació de l'oxidació lipídica dels OXPAT

L’OXPAT és la proteïna PAT predominant en les LD dels teixits amb una gran activitat d’oxidació lipídica (teixit muscular esquelètic, cardiac, el teixit adipós marró...). La seva unió a la superficie dels adipòcits en presència d’àcids grassos de cadena llarga, promou l’acumulació de triacilglicèrids. El dejuni i la insuficiència d’insulina activen les proteïnes OXPAT, que uneix àcids grassos al receptor activat per proliferadors de peroxisomes (PPAR). El PPAR lliga l’OXPAT a la PPARα, un factor de transcripció que promou la síntesi dels OXPAT. La seva sobreexpressió incrementa la β-oxidació mitocondrial i la catàlisi lipídica. Simultàneament, quan l’OXPAT està activada, es separa de la CGI-58, que s’uneix i activa l’ATGL, incrementant la lipòlisi i facilitant l’oxidació lipídica.

## Classes de proteïnes PAT

### Perilipina
La perilipina a ser la primera proteïna PAT descoberta i ha estat la més estudiada. Se l’acostuma a anomenar Peri o PLIN. Es troba a les LD dels adipòcits i rarament en cap altre teixit. Existeixen les perilipin A, B i C, les quals són formes isomèriques, per tant, es transcriuen totes a partir del mateix gen i només difereixen en l’extrem C-terminal de les seves cues. La perilipina A és la més abundant i la seva funció principal és regular l’emmagatzematge de lípids a les LD i la lipòlisi. A més també fa interaccions entre proteïnes en els adipòcits.

### ADRP
L'ADRP (Proteïna Relacionada amb la Diferenciació Adiposa) va ser la segona proteïna PAT descoberta i també se l'anomena Adipophilin, ADPH, ADFP o PLIN2. Es troba a les LD de les cèl·lules de diversos teixits però principalment als adipòcits. No se saben del cert les seves funcions però es creu que està involucrada en la formació de les LD i en la regulació de l'acumulació de lípids dins d'aquestes, limitant l'activitat de les lipases. A més també podria estar implicada en la transferència de lípids de cèl·lula a cèl·lula.

### TIP47
Amb la descoberta de la TIP47 (Proteïna d’Interacció de la cua 47 kDa) es va acanyar el terme de proteïnes PAT. A aquesta proteïna també se la pot anomenar proteïna de selecció de càrregues, proteïna d’unió al receptor de manosa 6-fosfat, proteïna placentària 17 (PP17) o PLIN3. Es troba a les LD de les cèl·lules de gairebé tots els teixits però també a altres zones de la cèl·lula, especialment al citosol. No se saben del cert les seves funcions però es creu que està involucrada en el tràfic de molècules (sobretot proteïnes) i també en l’emmagatzematge i regulació de lípids. També pot actuar com a cofactor en alguns processos.

### OXPAT
És una de les proteïnes PAT descobertes més recentment. També es pot anomenar "proteïna de les gotes lipídiques miocàrdiques" (MLDP), "proteïna de l'emmagatzematge de lípids 5" (LSDP5) o PAT-1. Es troba en teixits amb una alta capacitat d’oxidació però també pot trobar-se per tot l’organisme. Sembla que està involucrada en la formació i ampliació de les LD. També podria tenir un paper en la regulació de les lipases.

### S3-12
És una de les proteïnes PAT descobertes més recentment. També es pot anomenar Proteïna associada a la membrana plasmàtica, S3–12 o K1AA1881. Es troba distribuïda per tot l’organisme. Es creu que està implicada en l’emmagatzematge de lípids de cadena llarga i en la formació i ampliació dels cossos lipídics.
| Proteïna PAT | Regulada per fosforilació | Promou l'emmagatzematge de lípids | Recluta lipases o co-lipases | EPAT o CPAT* | Domini PAT |
| ------------ | ------------------------- | --------------------------------- | ---------------------------- | ------------ | ---------- |
| Perilipina   | Sí (PKA)                  | Sí                                | Sí                           | CPAT         | Sí         |
| ADRP         | Desconegut                | Sí                                | Desconegut                   | CPAT         | Sí         |
| TIP47        | Desconegut                | Sí                                | Desconegut                   | EPAT         | Sí         |
| OXPAT        | Desconegut                | Sí                                | Sí                           | EPAT         | Sí         |
| S3-12        | Desconegut                | Desconegut                        | Desconegut                   | EPAT         | No         |

*CPAT: només es troba a les lipid droplets; EPAT: es troba a diversos indrets de la cèl·lula

## Rellevància clínica
Les proteïnes PAT estan molt relacionades amb la biosíntesi de LD i a la seva maduració, però hi ha casos molt poc freqüents en els quals aquestes proteïnes no poden fer correctament la seva funció. Un exemple és la lipodistrofia generalitzada adquirida, una malaltia caracteritzada per una gran pèrdua de teixit adipòs. Es creu que pot tenir relació amb certs autoanticossos que destrueixen la peripilina. Tanmateix, aquesta relació directa amb un anticòs específic contra aquesta proteïna encara no ha estat demostrada amb total seguretat, tot i que sí s'ha detectat una certa correlació amb les afectacions autoimmunes.